# Старец Зосима
Ста́рец Зоси́ма — персонаж романа «Братья Карамазовы» русского писателя XIX века Фёдора Михайловича Достоевского, в молодости вспыльчивый офицер Зиновий, с которым однажды происходит духовное перерождение, после которого офицер уходит в отставку и становится монахом Зосимой. В ходе романа предстаёт шестидесятипятилетним старцем на грани смерти. Принимает участие в семейных делах Карамазовых, после чего умирает, оставив поучения, записанные с его слов.
Исследователи отметили, что главной мыслью поучений Зосимы стала проповедь полной и глубокой любви ко всему творению вокруг, убеждение в благости жизни, в том, что жизнь прекрасна и «главная ошибка людей состоит в том, что они забыли об этом». Согласно его учению, ложь является первопричиной зла, а страх перед грехом делает невозможной борьбу со злом. После смерти писателя цензорный комитет запретил печатать эти поучения из-за «мистически-социального учения, несогласного с духом учения православной веры».
По мнению исследователей творчества писателя, однозначно указать прототип старца Зосимы нельзя. Среди прообразов были отмечены иеромонах Амвросий Оптинский, епископ Тихон Задонский, протоиерей Александр Орлов, схимонах Зосима Тобольский, католический святой Франциск Ассизский.

## В молодости
В двадцать пять лет молодой офицер Зиновий, как тогда звали Зосиму, устраивает дуэль с помещиком, за которого вышла замуж его любимая девушка. У Зосимы в те годы был вспыльчивый характер. Вечером перед дуэлью он избивает своего денщика, крепостного крестьянина. Однако, утром офицер чувствует «стыд и греховность своей души» из-за случая с денщиком, который даже не пытался защищаться. Зиновий «бросается на постель, закрывает лицо руками и плачет навзрыд». Он вдруг понимает, что жил в каком-то безрадостном мире, игнорируя прекрасный мир вокруг себя. Зиновий вспоминает слова умершего брата о том, что «всякий пред всеми за всех виноват, не знают только этого люди, а если б узнали — сейчас был бы рай». Именно эти слова приносят в сердце «очищающий свет», Зиновий «ощущает единение со всеми», ощущает, что находится в раю. Происходит духовное возрождение персонажа.
После этого Зиновий просит прощения у своего денщика, позволяет помещику выстрелить в него, а потом просит и у него прощения, отказываясь стрелять в ответ, несмотря на то, что это позор для полка. «Господа <…> посмотрите кругом на дары божии: небо ясное, воздух чистый, травка нежная, птички, природа прекрасная и безгрешная, а мы, только мы одни безбожные и глупые и не понимаем, что жизнь есть рай, ибо стоит только нам захотеть понять, и тотчас же он настанет во всей красоте своей» — говорит он окружающим его людям. Молодой офицер подаёт прошение об отставке, уходит в монастырь, становится Зосимой и сорок лет проводит в монастыре.

## Духовное возрождение
Исследователь русской литературы и культуры Кэнноскэ Накамура, многие годы занимавшийся изучением творчества Фёдора Михайловича Достоевского, отметил схожие примеры духовного возрождения, случившегося с Зиновием, в других произведениях писателя. Многие персонажи возрождаются схожим образом. Мальчик из рассказа «Маленький герой» чувствует единение с миром после того, как видит природу вокруг. Родион Раскольников из романа «Преступление и наказание» осознаёт гармонию с миром, вспоминая улыбку Лизаветы. Ставрогину из романа «Бесы» снится обиженная им девочка. Аркадий из романа «Подросток» видит пятно от солнца. Зиновий с воспоминанием об избитом денщике продолжает этот ряд.
Идея возрождения героя, через которое проходит Зиновий, возникла на основе личного опыта Достоевского, подчёркивает Накамура. В записях его жены есть свидетельства о частых перепадах настроения писателя из-за припадков, в том числе смене предприпадочной депрессии на «просветление и радость», что как раз и напоминает происходящее со многими персонажами писателя. Зиновий решил «порвать с миром» из-за того, что «люди погрязли во лжи», что часто повторял и Достоевский, например в «Двойнике» и «Записках из подполья». Писатель и сам имел духовный опыт, который переживали многие его персонажи. Будучи в Сибири на каторге, Достоевский вспоминал доброго мужика Марея, которого знал в детстве, и писал по этому поводу: «И как этот мужик Марей трепал меня по щеке и гладил по головке. Эти воспоминания дали мне возможность пережить в каторге». Благодаря этим воспоминаниям он также смог увидеть окружающую его действительность в новом свете. Старец Зосима, таким образом, по мнению Накамуры, предстаёт перед читателем одним из множества двойников самого писателя.
Зосима не первым среди персонажей Достоевского переживает духовное возрождение, но его образ стал для писателя «новым и исключительным», так как все персонажи до него изображались только до момента преображения. О судьбе героя после подобного преображения обычно не известно ничего. О Зосиме же после преображения и до событий романа известно, что он путешествовал по стране, собирая пожертвования для монастыря. Монах говорит о «соприкосновении с природой», которое позволяет глубоко проникнуться её красотой. Ночуя вместе с рыбаками на берегу реки, Зосима осознаёт принадлежность и реки, и земли вокруг к созданному Богом миру, чувствует приобщённость к жизни и испытывает от этого радость. Накамура отмечает, что таким образом Достоевский хотел донести мысль о высшей цели человека, заключённой в общении с природой.

## Внешность
На момент событий романа старцу Зосиме шестьдесят пять лет, и он чувствует, что скоро умрёт. Его внешность заурядна. «Это был невысокий сгорбленный человечек с очень слабыми ногами, всего только шестидесяти пяти лет, но казавшийся от болезни гораздо старше, по крайней мере лет на десять. Всё лицо его, впрочем очень сухенькое, было усеяно мелкими морщинками, особенно было много их около глаз. Глаза же были небольшие, из светлых, быстрые и блестящие, вроде как бы две блестящие точки. Седенькие волосики сохранились лишь на висках, бородка была крошечная и реденькая, клином, а губы, часто усмехавшиеся, — тоненькие, как две бечевочки. Нос не то чтобы длинный, а востренький, точно у птички».
Накамура отмечает, что несмотря на исходящий от него свет, Зосима «не производит впечатление особой торжественности и чистоты», не умеет «подать» себя. «В нём нет крайностей и эксцентричности».

## В событиях романа
К Зосиме в монастырь приходит множество людей, так как разговоры старца приносят им непосредственную помощь. Зосима внимательно выслушивает каждого и старается дать точный и простой ответ без теоретизирования и «дешёвого» утешения. В отличие от многих других персонажей Достоевского, в Зосиме нет «актёрства и шутовства». Потерявшей третьего ребёнка женщине после молитвы старец велит вернуться к мужу, так как по его мысли после смерти ребёнка самый факт его существования в прошлом продолжает связывать родителей незримой связью. В этот момент впервые в романе возникает тема смерти невинного ребёнка. Зосима говорит страннице, что в ответ на упреки младенцев: «… Ты, Господи, даровал нам жизнь <…> и только лишь мы узрели её, как Ты её у нас и взял назад», Бог «даёт им немедленно ангельский чин», а на небесах младенец «радуется, и веселится, и о тебе Бога молит». Беспокоящейся за мужа говорит, что Бог всегда простит того, кто покается в своих грехах. Помещица Хохлакова слаба верой и поэтому получает совет «проявлять любовь к ближнему <…> через конкретные поступки».
Зосима готов выслушать любого и постараться помочь ему. Он проявляет «откровенную холодность» к «отвратительному и законченному шуту» Фёдору Карамазову, но соглашается принять участие в его семейных проблемах. Зосима призывает Фёдора Карамазова, нравственное безобразие которого преступило все дозволенные границы, «образить себя», то есть восстановить в себе человеческий образ. В отношении атеиста Ивана Карамазова, восстающего против гармонии, купленной ценой страданий человечества, и неспособного любить ближнего своего, старец замечает, что у него «сердце высшее, способное такою мукою мучиться», и он находится в поисках истины. Причём, замечает Зосима, если Иван не поверит в Бога и бессмертие души, то и в обратную сторону этот вопрос он не решит. Алёше Карамазову, который стал одним из его послушников, он велит идти в мир, тем самым показывая, что не призывает каждого затвориться в монастыре и служить Богу.
Зосима чувствует, что скоро умрёт, поэтому перед смертью рассказывает своим ученикам, почему стал монахом, и оставляет поучения. Описание смерти старца, по мнению Накамуры, в очередной раз призвано убедить читателя в отсутствии какого-либо мистицизма в его образе. Тело монаха не остаётся нетленным, более того, уже на следующий день появляется тлетворный дух.

## Поучения
Литературовед Георгий Фридлендер отметил, что в поучениях Зосимы одновременно присутствуют элементы «восточного» православия и «западного» гуманизма. Краеугольным камнем, на котором основаны поучения, стал социально-гуманистический принцип межчеловеческой солидарности. Существует связь поучений как с духовными исканиями прошлых эпох, выраженными в религиозной форме, так и с современными для Достоевского социально-критическими и социально-утопическими настроениями. Достоевский переосмыслил древнерусские религиозные заветы в гуманистическом духе и объединил их с социальными и философскими идеалами своего времени.
По мнению филолога Валентины Ветловской, главной мыслью поучений Зосимы стала проповедь полной и глубокой любви ко всему тварному вокруг. «Каждый листик, каждый луч божий любите, — говорит старец. — Любите животных, любите растения, любите всякую вещь. Будешь любить всякую вещь и тайну божию постигнешь в вещах. Постигнешь однажды и уже неустанно начнешь её познавать всё далее и более, на всяк день. И полюбишь наконец весь мир уже всецелою, всемирною любовью». В этом смысле поучения перекликаются с проповедями Франциска Ассизского, возможного прообраза старца, который также испытывал чувство любви и восторга к жизни. С учениями Франциска совпадает и радостное ожидание смерти, которая только открывает двери в вечную жизнь. Зосима в своей проповеди говорит о том, что «безгрешна природа поёт Богу славу», а человек, чтобы присоединиться, должен понять свою вину перед миром, ибо «воистину всякий пред всеми за всех и за всё виноват».
Литературовед Вадим Белопольский отметил важность образа Зосимы для выявления отношения Достоевского ко злу и возможностей его преодоления. Главным тезисом поучений старца, по мнению критика, стало убеждение в благости жизни, в том, что жизнь прекрасна и «главная ошибка людей состоит в том, что они забыли об этом». В этом смысле учение Зосимы скорей язычески-пантеистическое, чем христианское, в чём упрекают его противники после смерти монаха. «Любите животных, любите растения, любите всякую вещь, — поучает Зосима. <…> Деток любите ocoбенно, ибо они … безгрешны, яко ангелы». Ценность любых атрибутов жизни для старца вытекает из ценности самой жизни. Также в поучениях Белопольский видит проявления языческого преклонение перед землёй: «люби повергаться на землю и лобызать её. Землю целуй и неустанно, ненасытимо люби всех люби, всё люби, ищи вoстopгa и исступления сего. Омочи землю слезами радости твоея и люби сии слёзы твои». Даже в последний миг жизни Зосима возвращается к матери-земле, склоняясь лицом ниц и целуя землю, а не обращаясь к Богу. Учение Зосимы представляет тенденцию в христианстве, противоположную аскетизму, и одновременно наполнено светлым, жизнеутверждающим духом православного язычества русского крестьянства.
Вадим Белопольский выделил три завета старца Зосимы. Согласно его учению ложь является первопричиной зла, что перекликается с учениями Канта и Шеллинга. Таким образом, первый завет Зосимы: «главное, самое главное — не лгите <…> главное, самому себе не лгите. Лгущий самому себе и собственную ложь свою слушающий до того доходит, что уж никакой правды ни в себе, ни кругом не различает, а, стало быть, входит в неуважение и к себе и к другим». Подчеркивается отношение к правде, как высшей и необходимой нравственной ценности: «Все минется, одна правда останется». Второй завет вытекает из первого. «Братья, не бойтесь греха людей, любите человека и во грехе егo», — говорит Зосима. Согласно старцу, страх перед грехом и желание скрыть зло склоняет человека ко лжи и делает невозможной борьбу со злом. Третья заповедь старца говорит о всеобщей ответственности: «<…>  воистину всякий пред всеми за всех виноват».
Писатель Глеб Успенский, современник Достоевского, не читал роман, но однажды в рецензии встретил слова Зосимы из главы «Маловерная дама» о докторе, которые сильно его поразили: «я, говорит, люблю человечество, но дивлюсь на себя самого: чем больше я люблю человечество вообще, тем меньше я люблю людей в частности, то-есть порознь, как отдельных лиц. <…> Зато всегда так происходило, что чем более я ненавидел людей в частности, тем пламеннее становилась любовь моя к человечеству вообще». Писатель нашёл в этом отрывке более обнажённые и резкие собственные мысли, выраженные чётче и яснее, «все те черты, все особенности русского сердца», на которые ему всегда хотелось обратить внимание читателя
Для персонажей Достоевского характерна потребность в «исповедальном самовысказывании», невозможная без того, кто принимает исповедь. Сама же исповедь возводилась писателем к «древней традиции покаяния грешника перед святым и праведным», который мог простить его либо призвать к публичному покаянию. Старец Зосима в романе выступает «горячим сторонником» подобной исповеди и в своих поучениях предлагает «классический» образец поведения: «… возьми себя и сделай себя же ответчиком: за весь rpex людской <…> чуть только сделаешь себя за всё и за всех ответчиком искренно, то тотчас же увидишь, что оно так и есть на самом деле и что ты-то и есть за всех и вся виноват». От принимающего исповедь требуется не только моральная чистота, но и ответное чувство разделения вины с согрешившим, без которого невозможно нравственное возрождение грешника. Примером исповеди в поучениях является эпизод с «таинственным посетителем». Зосима, приговаривая его к публичному покаянию, выражает готовность пережить его испытания и одновременно поднимается до морального суда над ним, выступая в роли совести. На этом основан принцип Достоевского, согласно которому «всякий за всех виноват». Каждый человек привносит в мир частичку зла, поэтому не бывает невиновных, и каждый человек лично виновен в чужих грехах. На этом настаивает Зосима в своих поучениях: «… каждый единый из нас виновен за всех и вся на земле несомненно, не только по общей мировой вине, а единолично каждый из всех людей и за всякоrо человека на всей земле». В сцене с «таинственным посетителем» Зосима «сам бы разделил ero участь, лишь бы облегчить ero», что вызывает в преступнике ненависть. Таким образом, по Достоевскому самыми тяжёлыми являются «морально-психологические последствия признания вины», а бремя вины человек может снять только публичным покаянием, пройдя через унижение и стыд к истинно христианскому поведению. Зосима подчеркивает подвиг самопожертвования в необходимом для преступника нравственном очищении: «Поймут все подвиг ваш <…> не сейчас, так потом поймут, ибо правде послужили, высшей правде, неземной…»
В 1886 году Санкт-Петербургский цензорный комитет запретил печатать для народного чтения отрывок «Рассказ старца Зосимы» из-за «мистически-социального учения, несогласноrо с духом учения православной веры и церкви и существующим порядком государственной и общественной жизни». В 1896 году рассматривалась возможность включения отрывка «Верующие бабы» в программу училищ. Докладчик отметил несоответствие отдельных моментов романа «ортодоксальной православно-христианской доктрине» и превышение понимания крестьянских детей. В 1898 году на заседании Учёного комитета докладчиком снова была высказана мысль, что читателям будет трудно разобраться в поучениях и наставлениях Зосимы. Цензор отметил неопределённость в том, следует ли человеку для спасения уходить в монастырь, а также является ли Зосима «теоретиком или созерцательным мистиком». На основе этих и ряда других вопросов полное собрание сочинений Достоевского было изъято из бесплатных народных читален.

## Прототип
По мнению филолога Моисея Альтмана, однозначно указать прототип старца Зосимы нельзя, хотя существует ряд свидетельств исследователей творчества Достоевского и записи самого писателя о том, кто послужил прообразом старца. Среди прообразов были отмечены иеромонах Амвросий Оптинский, епископ Тихон Задонский, законоучитель Александр Орлов, схимонах Зосима Тобольский, католический святой Франциск Ассизский.
В июле 1878 года Достоевский посетил Оптину пустынь, где дважды общался с иеромонахом Амвросием Оптинским. По мнению жены писателя Анны Достоевской, исследователя Достоевского Аркадия Долинина и критика Василия Розанова, именно Амвросий послужил прообразом старца Зосимы. Долинин также отметил, что обстановка кельи Зосимы описана по впечатлениям Достоевского от кельи в Оптиной пустыни. Тем не менее, существуют свидетельства того, что в самой Оптиной пустыни отрицали сходство характеров и учений Амвросия и Зосимы, признавая только схожую внешность.
Прообразом поучений Зосимы послужили поучения епископа Тихона Задонского, о чём в одном из писем упомянул сам автор. Этот монах тоже упоминается в качестве прообраза Зосимы.
Писатель Пётр Гнедич называл в качестве прообраза старца Зосимы служившего законоучителем в Петербурге протоиерея Александра Фёдоровича Орлова. Его также посчитали святым после смерти, а на третий день «от него пошел такой „тлетворный дух“, что не было никакой возможности оставаться в церкви, где лежало тело». Однако сам Достоевский по этому поводу писал: «подобный переполох, какой изображен у меня в монастыре, был раз на Афоне и рассказан вкратце, и с трогательной наивностью в „Странствовании инока Парфения“».
Литературовед Леонид Гроссман, на основании характерного для Достоевского использования имени прототипа, также указывал на схимонаха Зосиму Тобольского как возможного прототипа старца. Кроме того, изречения Зосимы Тобольского также были записаны и изданы одним из его учеников.
По мнению Альтмана, литературным прообразом также послужил монах Пимен из пушкинского «Бориса Годунова», который в юности тоже был военным, а один из его учеников оставил обитель и выступил против царя, что по замыслу Достоевского должен был сделать и Алексей. Кроме того, в речи о Пушкине Достоевский признавал, что о характере Пимена, который в значительной степени похож на характер Зосимы, можно написать книгу. Исходя из этого Альтман полагает, что пятая книга «Братьев Карамазовых» «Русский инок» стала той самой книгой про Пимена.
По мнению исследователя творчества Достоевского филолога Валентины Ветловской, возможным прообразом старца Зосимы мог послужить католический святой Франциск Ассизский. В пользу этого в романе существует ряд «прямых и косвенных мотивов». Так, непосредственно перед появлением старца в книге помещик Максимов в разговоре с Карамазовыми называет его «un chevalier parfait» («совершенный рыцарь»), что является странной характеристикой для православного монаха. В молодости Франциск Ассизский увлекался рыцарскими идеалами и мечтал о рыцарском посвящении. В книге «Pro и contra» Иван в разговоре с Алёшей называет Зосиму «Pater Seraphicus» («серафический отец»): «Ну иди теперь к твоему Pater Seraphicus, ведь он умирает; умрёт без тебя, так ещё, пожалуй, на меня рассердишься, что я тебя задержал». После этого разговора Алёша ещё дважды повторяет это название: «„Pater Seraphicus“ — это имя он откуда-то взял — откуда? — промелькнуло у Алёши. — Иван, бедный Иван, и когда же я теперь тебя увижу… Вот и скит, Господи! Да, да, это он, это Pater Seraphicus, он спасёт меня… от него и навеки!». Pater Seraphicus было именем святого Франциска Ассизского, который, согласно легенде, после продолжительного поста увидел серафима. Помимо этого, Ветловская обращает внимание на бедное описание кельи старца, что совпадает с требованием евангельской бедности Франциска, а также огромную икону Богородицы, культ которой занимает важнейшее место в учении францисканцев. Важным является и место появления названия «Pater Seraphicus» в романе. Иван пытается опровергнуть Христа в глазах Алёши, но видя что ему это не удалось, велит ему идти обратно к своему «совершенному рыцарю» Христа.